# روبرت میخلز
روبرت میخلز (آلمانی: Robert Michels؛ ۹ ژانویهٔ ۱۸۷۶، کلن، آلمان –۳ مه ۱۹۳۶، رم، ایتالیا) یک جامعه‌شناس ایتالیایی متولد آلمان بود که در مورد رفتار سیاسی نخبگان فکری نوشت و به پیدایش نظریه نخبگان کمک کرد. او بیشتر به خاطر کتاب «احزاب سیاسی»، که در سال ۱۹۱۱ منتشر شده‌است معروف است. «قانون آهنین الیگارشی» از آن اوست.
او دوست و شاگرد ماکس وبر، ورنر سامبارت و آچیل لوریا بود و در دورانی که فعالیت سیاسی می‌کرد ابتدا به حزب سوسیالیست آلمان پیوست اما بعداً از آن جدا شد به حزب سوسیالیست ایتالیا رفت. میخلز به جناح سندیکالیست انقلابی ایتالیا و بعداً (در اواخر عمر) به فاشیسم ایتالیایی پیوست، او جناح فاشیست ایتالیا را به عنوان شکل دموکراتیک سوسیالیسم تلقی می‌کرد. ایده‌های او مبنایی برای نظریه اعتدال بود و فرایندهایی را تعیین می‌کرد که از طریق آن گروه‌های سیاسی رادیکال در سیستم سیاسی موجود گنجانده می‌شدند.

## آثار

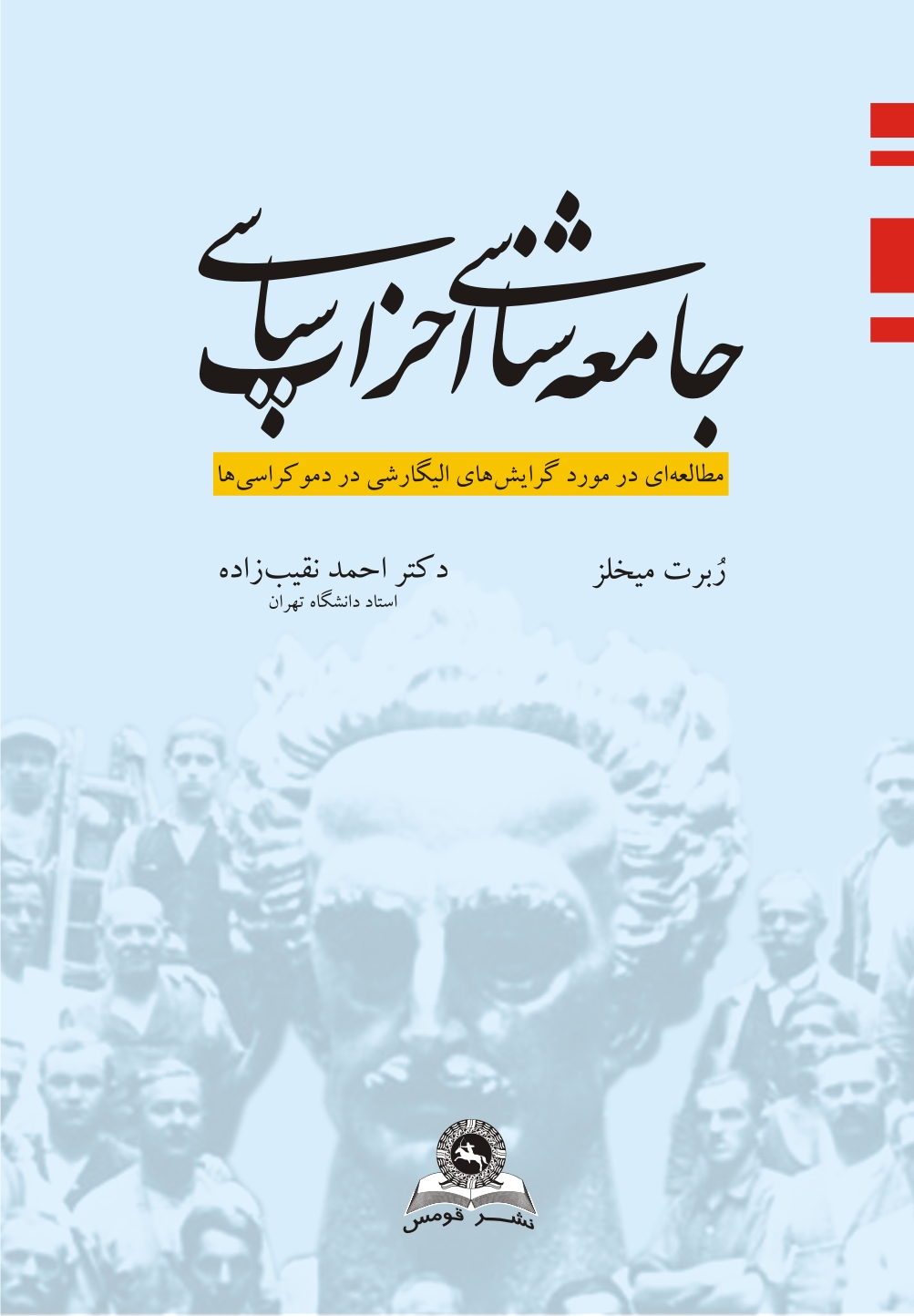

مهمترین اثرش، جامعه‌شناسی احزاب سیاسی است که در ایران با ترجمه احمد نقیب زاده توسط نشر قومس به چاپ رسیده‌است.